# Nikola Jović
Nikola Jović (serbisk kyrilliska: Никола Јовић), född 9 juni 2003 i Leicester, Storbritannien, är en serbisk professionell basketspelare (PF) som spelar för Miami Heat i National Basketball Association (NBA).
Han draftades av Miami Heat i första rundan i 2022 års draft som 27:e spelare totalt.
Jović vann en silvermedalj, tillsammans med det serbiska landslaget, vid VM 2023.